# Хорње Наштице
Хорње Наштице (слч. Horné Naštice) насељено је мјесто са административним статусом сеоске општине (слч. obec) у округу Бановце на Бебрави, у Тренчинском крају, Словачка Република.

## Становништво
| Година:    | 1994. | 2004.   | 2014.   | 2024.    |
| ---------- | ----- | ------- | ------- | -------- |
| Број људи: | 458   | 418     | 430     | 529      |
| Разлика:   |       | -8,73 % | +2,87 % | +23,02 % |

| Година:    | 2023. | 2024.   |
| ---------- | ----- | ------- |
| Број људи: | 521   | 529     |
| Разлика:   |       | +1,53 % |

Према подацима о броју становника из 2011. године насеље је имало 408 становника.